# 卡迪夫大學格拉摩根樓
格拉摩根楼是一座位於威爾士加的夫的建筑，地處凱西公園之內。這座大樓原本是愛德華時代格拉摩根郡政府大樓，1997年加的夫大學獲得该楼并迁入加的夫大學的社會科學學院、規劃和地理學院。

## 外部連結
- 维基共享资源上的相關多媒體資源：卡迪夫大學格拉摩根樓
- The Glamorgan Building, School of Social Sciences, Cardiff University （页面存档备份，存于）

51°29′09″N 3°10′53″W / 51.4859°N 3.1815°W